# Gütersloh
Gütersloh je město v německé spolkové zemi Severní Porýní-Vestfálsko. Je správním centrem stejnojmenného zemského okresu a současně leží ve vládním obvodu Detmold. Je také součástí regionu Východního Vestfálska-Lippe. V roce 2013 zde žilo přes 95 tisíc obyvatel. Město je sídlem německého výrobce elektroniky, společnosti Miele.

## Popis
Gütersloh leží ve Vestfálské pánvi, jihozápadně od pohoří Teutoburského lesa. Nachází se přibližně 20 km jihozápadně od Bielefeldu. Protéká tudy řeka Emže, u níž leží nejnižší bod města v nadmořské výšce 64 m n. m.
První zmínka o městu pochází z roku 1184. V roce 1951 byla v městské části Pavenstädt nalezena hliněná číše o objemu 12 litrů, která pochází z doby 1700 let před naším letopočtem a vypovídá o osídlení oblasti již v těchto dobách.

## Významní rodáci
- Alice Weidelová (* 1979), německá politička

## Partnerská města
- Châteauroux, Francie (od roku 1977)
- anglický nemetropolitní distrikt Broxtowe, Spojené království (od roku 1978)
- Grudziądz, Polsko (od roku 1989)
- Falun, Švédsko (od roku 1994)
- Ržev, Rusko (od roku 2008)

## Galerie

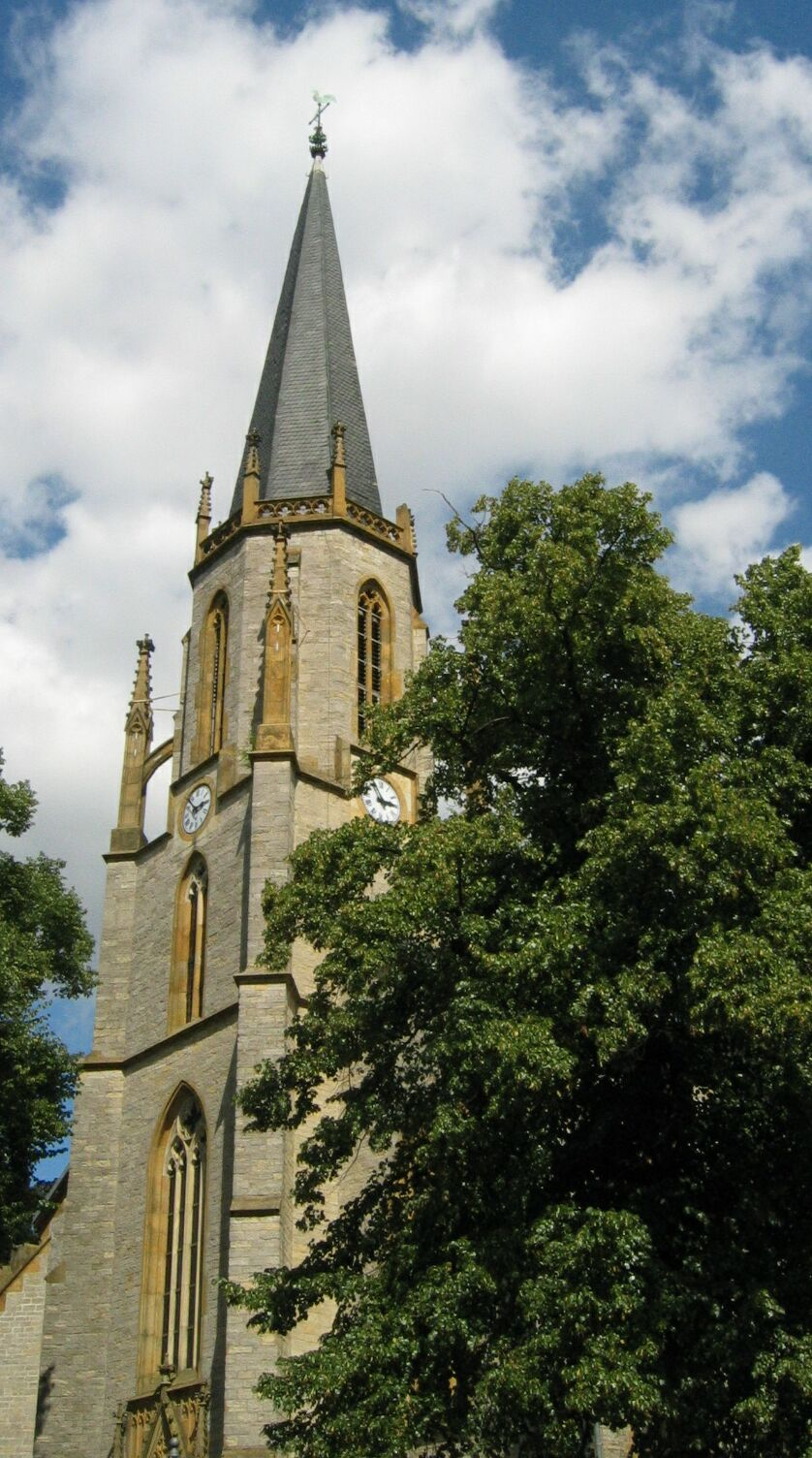
Kostel Martina Luthera
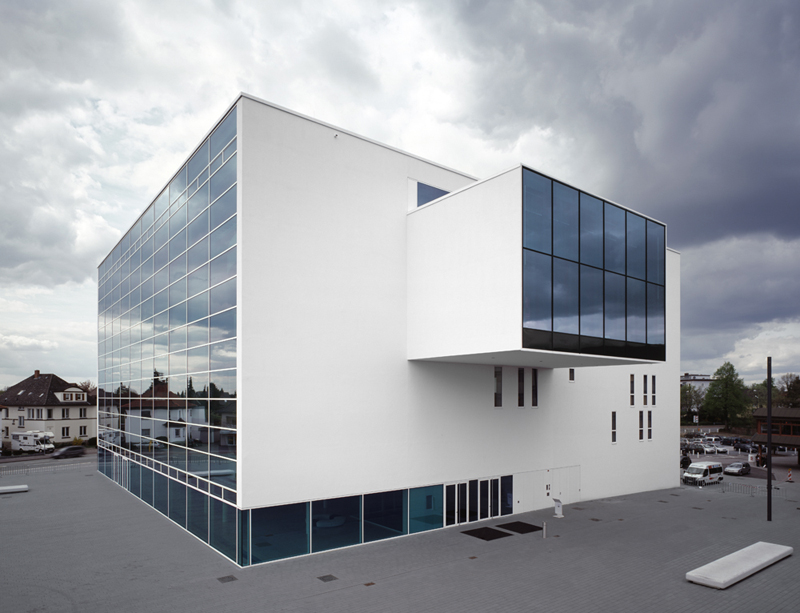
Městské divadlo
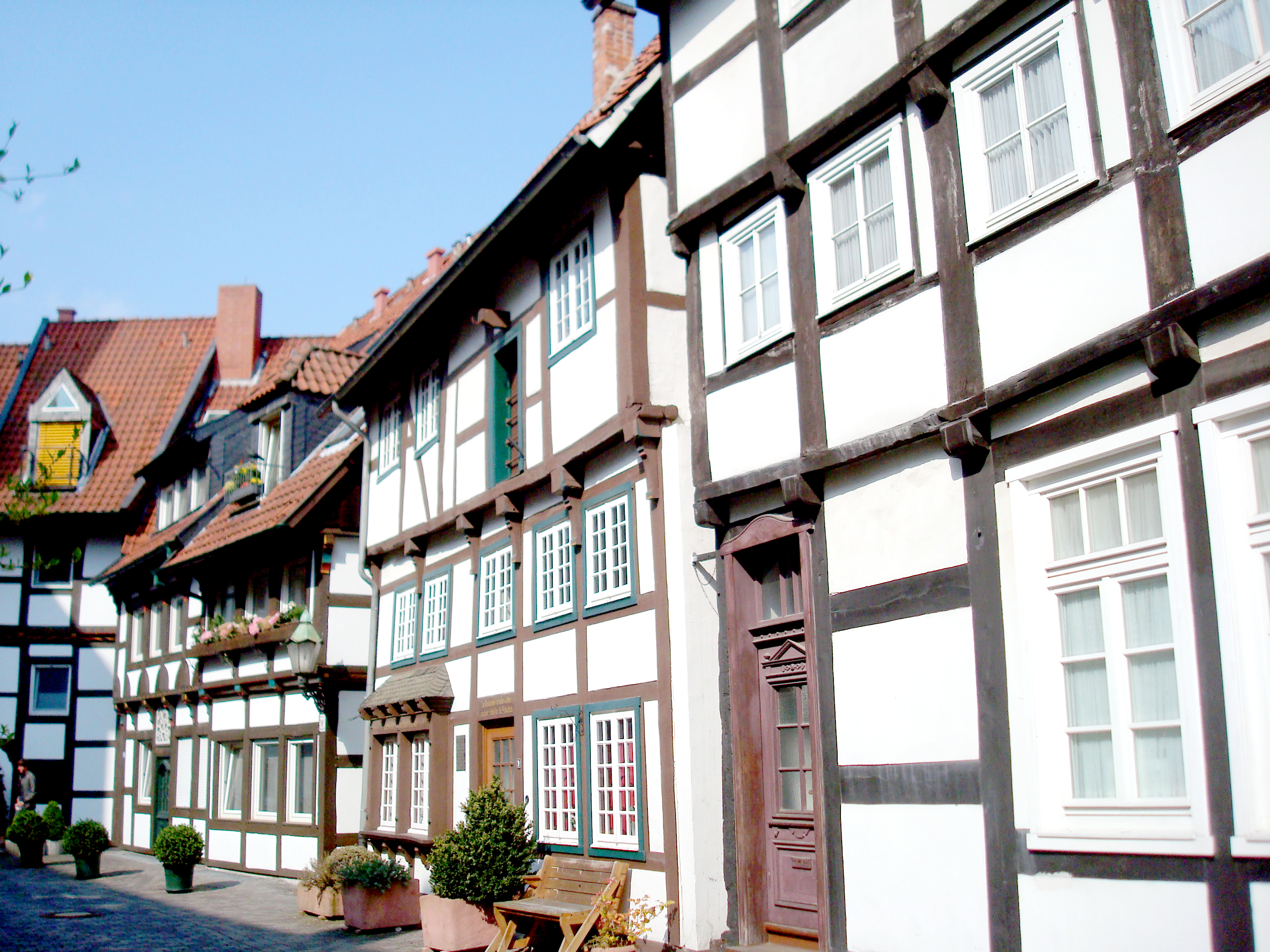
Historické domky v centru města